# Sorbet (travhäst)
Sorbet, född 25 april 2011 i Uppsala i Uppsala län, är en svensk varmblodig travhäst. Han tränas av Daniel Redén och körs oftast av Örjan Kihlström. Han sköts om av skötare Ellinor Wennebring.
Sorbet började tävla i mars 2014 och tog första segern i den första starten. Han har till maj 2021 sprungit in 8,8 miljoner kronor på 68 starter varav 19 segrar, 18 andraplatser och 11 tredjeplatser. Han har tagit karriärens hittills största segrar i Prix Hersilie (2018), Gulddivisionens final (feb 2019) och H.K.H. Prins Daniels Lopp (2019). Han har även kommit på andraplats i Harper Hanovers Lopp (2017), Färjestads Jubileumslopp (2018), Sweden Cup (2018) och Sundsvall Open Trot (2018, 2019, 2020) samt på tredjeplats i Grand Prix l'UET (2015), Gulddivisionens final (sept 2019), Elitloppet (2020) och Årjängs Stora Sprinterlopp (2020).

## Karriär
Sorbet debuterade den 31 mars 2014 i ett lopp på Färjestadstravet. Han tog första segern redan i debutloppet.
Han segrade i H.K.H. Prins Daniels Lopp (som också var en Gulddivisionsfinal) den 18 maj 2019 på Gävletravet. Efter detta blev han inbjuden till att starta i 2019 års upplaga av Elitloppet. Elitloppet kördes den 26 maj 2019 på Solvalla. Han startade i det första försöket som vanns av Readly Express. Han blev oplacerad i försöket och kvalificerade sig därmed inte för final. Han deltog i Elitloppet igen 2020 och kom då på tredjeplats i finalen, körd av Per Linderoth.